# 聂璧初
聂璧初（1928年1月2日—2018年4月20日），曾用名钱明生、石彬、石林，男，祖籍湖南桃源，生于天津，中国共产党及中华人民共和国政治人物，曾任天津市人民政府市长，天津市人大常委会主任，中共第十三届中央委员和中共第十四次、十五次全国代表大会代表，第七届、八届、九届全国人民代表大会代表。

## 生平
小学和中学大部分在耀华学校度过。
1937年，聂璧初在耀华学校就读初小三年级时考取年级第二名，校方向其颁发了奖品、书籍。中学阶段后期，随家庭西迁，转入永川国立第十六中学就读。抗日战争胜利后，考回天津，进入北洋大学机械系读书。1948年加入中国共产党。
1950年毕业后，留校任中共北洋大学党总支书记。后任中共天津市学委组织部长，天津市委、河北省委书记处秘书，天津市机械厂副厂长，天津市计委长远规划处处长、计委副主任，天津市副市长兼计委主任等职，长期在天津市从事教育、机械工业和计划工作等方面的领导工作。1985年起任中共天津市委副书记、天津市副市长。1987年在中共十三大上当选为中央委员。1988年任中共天津市委副书记。1989年当选为天津市人民政府市长。1993年2月任天津市委代理书记。1993年6月当选为天津市人大常委会主任。
2018年4月20日零時30分逝世，享年90歲。

## 家庭
父亲聂汤谷（1894年－1981年）出身于书香门第，毕业于日本东京帝国大学化学系。化学工程师、企业家。子女五人。
姐姐聂眉初，曾任《人民日报》群众工作部主任。